# جون غيدز
جون غيدز هو محامي وسياسي أمريكي، ولد في 25 ديسمبر 1777 في تشارلستون في الولايات المتحدة، وتوفي بنفس المكان في 4 مارس 1828. نشط حزبياً في الحزب الجمهوري الديمقراطي. وقد انتخب عضو مجلس نواب كارولاينا الجنوبية ‏ وانتخب عضو مجلس ولاية كارولاينا الجنوبية ‏ وانتخب حاكم كارولينا الجنوبية ‏ (1 ديسمبر 1818 – 1 ديسمبر 1820).